# Rodrigo Fernandes
Pour les articles homonymes, voir Fernandes.
Rodrigo Fernandes né le 23 mars 2001 au Portugal, est un footballeur portugais qui évolue au poste de milieu de terrain au FC Porto B.

## Biographie

### En club
Pur produit du centre de formation du Sporting CP qu'il rejoint en 2008, Rodrigo Fernandes est un membre régulier de l'équipe des moins de 23 ans à 18 ans et est convoqué pour la première fois en équipe première en octobre 2019. Il fait sa première apparition le 27 octobre 2019, lors d'une rencontre de Liga NOS face au Vitória Guimarães. Il entre en jeu et son équipe s'impose par trois buts à un. Le 7 novembre suivant Fernandes joue son premier match de coupe d'Europe lors d'une rencontre de Ligue Europa face au Rosenborg BK. Le Sporting l'emporte par deux buts à zéro ce jour-là.
Lors de l'été 2020 un intérêt des Wolverhampton Wanderers est évoqué mais le joueur reste finalement au Sporting.

### En sélection
Rodrigo Fernandes est sélectionné avec l'équipe du Portugal des moins de 19 ans, pour participer au championnat d'Europe des moins de 19 ans en 2019, qui se déroule en Arménie. Lors de cette compétition, il joue trois matchs, tous en entrant en jeu. Le Portugal se hisse jusqu'en finale mais est défait le 27 juillet par l'Espagne, lors de cet ultime match.

## Palmarès
Portugal des moins de 19 ans
- Finaliste du championnat d'Europe en 2019.